# Malik Jackson
Malik Barron Jackson (* 11. Januar 1990 in Los Angeles, Kalifornien) ist ein ehemaliger US-amerikanischer American-Football-Spieler. Er spielte in der National Football League (NFL) auf der Position des Defensive Tackle. Mit den Denver Broncos konnte er den Super Bowl 50 gewinnen.

## College
Jackson, der aus einer sportlich begabten Familie stammt – sein Bruder Marquis spielt in der Canadian Football League –
besuchte zunächst zwei Jahre lang die University of Southern California, erhielt aber bei deren Team, den Trojans, nur wenig Spielzeit und wechselte zur University of Tennessee.  Bei den Volunteers verlief seine College-Football-Karriere wesentlich erfolgreicher. In 25 Spielen gelangen ihm nicht nur 104 Tackles, sondern auch 7,5 Sacks.

## NFL

### Denver Broncos
Beim NFL Draft 2012 wurde er in der fünften Runde als insgesamt 137. von den Denver Broncos ausgewählt. In seiner Rookie-Saison kam Jackson in 14 Partien als Backup-Defensive End auf der rechten Seite zum Einsatz.
In den folgenden beiden Spielzeiten wurde er auf diversen Positionen in der Defensive Line aufgeboten, zunehmend auch als Starter.
2015 wurde die Defense der Broncos umgebaut, DeMarcus Ware wechselte auf die Linebacker-Position und Jackson wurde zum Starting-Defensive End. So auch im Super Bowl 50, wo er den ersten Touchdown seines Teams erzielte, nachdem er einen Fumble von Cam Newton aufnehmen konnte und so maßgeblich zum Sieg seines Teams beitrug.

### Jacksonville Jaguars
Im März 2016 unterschrieb er bei den Jacksonville Jaguars einen Sechsjahresvertrag in der Höhe von 90 Millionen US-Dollar, 42 Millionen davon garantiert. In den ersten beiden Saisons für sein neues Team bestritt er alle Partien als Starter. Für seine konstant guten Leistungen wurde er 2017 erstmals in den Pro Bowl berufen. Am 8. März 2019 wurde er entlassen.

### Philadelphia Eagles
Am 11. März 2019 unterschrieb Jackson einen neuen Dreijahresvertrag über 30 Millionen US-Dollar bei den Philadelphia Eagles. In seinem ersten Spiel für die Eagles zog er sich eine saisonbeendende Fußverletzung zu.
Im März 2021 entließen die Eagles Jackson.

### Cleveland Browns
Am 23. März 2021 nahmen die Cleveland Browns Jackson unter Vertrag. Nachdem er in der Saison 2022 nicht gespielt hatte, gab Jackson am 14. Juli 2023 sein Karriereende bekannt.